# 惯用语
惯用语是指各個地區慣常使用的口语，一种短小定型的詞匯或短句，意义或許有所引申，未必可以從標準漢語的字面推断。惯用语的表现力十分强时，可能具有隱藏意義或贬义。

## 语法构成
- 动宾结构：

惯用语多数的是动宾结构的，即前面是一个动词，后面一个是名词组成的。例如：拍马屁、敲竹杠、泼冷水、耍花招等。
- 偏正结构：

偏正结构也是惯用语较多的一种形式。例如：替罪羊、耳边风、糊涂虫、绊脚石等。
- 主谓结构：

主谓（陈述）结构在惯用语中存在不多。例如：天晓得，鬼画符、嘴巴软等。
- 并列结构：

惯用语中还存在少量并列结构的。如：马大哈、丁是丁卯是卯。

## 特点
简明生动，通俗易懂，是惯用语的主要特征。惯用语还有一定的灵活性，大多可以拆开嵌入别的成份，有些内部语素可以适当改动，还有可以颠倒语序。
嵌入别的成分：
- 敲竹杠──敲他的竹杠
- 吃老本──吃惯了老本、吃尽了老本；
- 碰钉子──碰了个大钉子、碰了个小钉子、碰了个软钉子、碰了个臭钉子；
- 摆架子──摆官架子、摆娘娘架子、摆臭架子。

改动字詞：
- 耳边风──耳旁风；
- 敲竹杠──敲竹棍；
- 泼冷水──浇冷水；
- 拍马屁──拍在马腿上了。

颠倒语序：
- 耳朵软──软耳朵；
- 走后门──后门不能走、后门走了不少

## 与成语的区别
惯用语与成语具有相似的地方，但它们的区别也很大：
- 成语多为四字格；
- 惯用语口语色彩较浓厚，通俗平易，含义比较单纯，成语则书面语色彩较重，格调典雅，含义丰富；
- 惯用语可以是俗語，或是粗話，可能在感情色彩上有贬义，成语的感情色彩有褒有贬；
- 惯用语的语法构成上大多为动宾结构，其次还有较多的偏正结构，其它结构的很少，成语的语法结构包罗万象；
- 惯用语的定型性较差，成语的定型性较强，内部结构一般不能改动。

## 外部連結
- 成語、諺語、歇後語與慣用語之別 （页面存档备份，存于）